# Charles Langelier (homme politique canadien)
Pour les articles homonymes, voir Charles Langelier et Langelier.
Charles Langelier, né le 23 août 1850 à Sainte-Rosalie et mort le 7 février 1920 à Québec, est un avocat et homme politique fédéral et provincial du Québec.

## Biographie

### Jeunesse et études
Né à Sainte-Rosalie, aujourd'hui fusionnée Saint-Hyacinthe, dans le Canada-Est, il est le fils de Louis-Sébastien Langelier, cultivateur, et de Julie-Esther Casault. Son frère est François Langelier.
Charles Langelier étudie au Séminaire de Saint-Hyactinthe, au Petit séminaire de Québec et à l'Université Laval.

### Carrière
Membre du Barreau du Québec en 1875, il pratique le droit à Québec.
Il est élu député du Parti libéral du Québec dans la circonscription provinciale de Montmorency en 1878. Il est défait en 1881 par le conservateur Louis-Georges Desjardins.
Élu député du Parti libéral du Canada dans la circonscription fédérale de Montmorency en 1887, il avait précédemment tentée sa chance en 1882, mais il fut défait par le conservateur Pierre-Vincent Valin. Il démissionna en 1890 pour s'engager en politique provinciale. Il tenta un retour en 1896, mais il fut défait par le conservateur Thomas Chase-Casgrain.
Élu par acclamation à nouveau au niveau provincial en 1890, il fut défait par le conservateur Thomas Chase-Casgrain en 1892. Durant ce mandat, il servit comme membre du conseil exécutif et secrétaire provincial de 1890 à 1891 et président du conseil exécutif en 1890. De retour à la faveur de l'élection partielle dans Lévis en 1898. Réélu en 1900, il démissionna en 1901.

## Ouvrages
- Souvenirs politiques, Volume 1 (1909)
- Souvenirs politiques, Volume 2 (1912)